# Pomnik Niepodległości w Lwówku Śląskim
Pomnik Niepodległości w Lwówku Śląskim – pomnik w Lwówku Śląskim na rogu ulic Sienkiewicza i al. Wojska Polskiego. Zbudowany w miejscu dawnego pomnika Germanii, z użyciem fragmentów pomnika żołnierzy z 155. i 395. Pułku Piechoty poległych w I wojnie światowej.
Pierwszy pomnik, który powstał w tym miejscu postawiono po wojnie francusko-pruskiej – konflikt zbrojny z lat 1870–1871. Pomnik budowano w latach 1872–1875, a ukończony przedstawiał boginię Germanię, uosabiającą personifikację zjednoczonych Niemiec, na ozdobnym cokole i poświęcony był żołnierzom z powiatu lwóweckiego poległym w wojnie z Prusami. Sam pomnik nosił wówczas różne nazwy: (niem.) Germania Denkmal, Siegesdenkmal, Kriegerdenkmal am Germaniaplatz, a plac na którym stanął monument nosił nazwę Germaniaplatz. Pomnik ten jako symbol dawnej pruskiej dominacji został całkowicie zniszczony po 1945 roku.
Krótko po zakończeniu II wojny światowej, 7 października 1945 roku, niemiecki pomnik zburzono z okazji święta żołnierza i milicji obywatelskiej. Aktu zniszczenia dokonano uroczyście, został włączony jako element obchodów tego święta, w obecności i ku uciesze zgromadzonych tłumów. W późniejszym czasie postawiono kolejny pomnik, który tym razem miał sławić braterstwo i sojusz militarno-polityczny żołnierzy polskich i radzieckich, a obelisk miał być poświęcony „Bojownikom za Wolność i Socjalizm”. Do budowy nowego pomnika wykorzystano fragmenty znajdującego się w parku miejskim w Lwówku Śląskim pomnika żołnierzy ze 155. i 395. pułku piechoty (niem. Infanerie-Regiment) poległych w I wojnie światowej, który to został odsłonięty 6 czerwca 1926 roku, a którego to względem zmieniono tablice i płaskorzeźby oraz zwieńczenie. Drugi pomnik przy hotelu Piast wykonano w kształcie iglicy, a na jego bokach znajdują się tablice z napisami oraz wizerunkami żołnierzy.
Obecny pomnik jest trzecim w tym miejscu. Teraźniejszy wygląd pomnika jedynie nieznacznie różni się od komunistycznej wersji obelisku. Dolne płaskorzeźby, m.in. postacie żołnierza polskiego i radzieckiego pozostały w obecnym pomniku, zmieniono jedynie treść dwóch tablic. W 1995 roku, przy okazji zbliżającego się Narodowego Święta Niepodległości, tablice wymieniono, przekształcając ten monument w Pomnik Niepodległości albo też Pomnik Żołnierza Polskiego, umieszczając na nim słowa:
Poległym za Wolność i Niepodległość Ojczyzny. Mieszkańcy Ziemi Lwóweckiej. 11.11.1995.